# Humes fazant
Humes fazant (Syrmaticus humiae) is een vogel uit de familie fazantachtigen (Phasianidae). De wetenschappelijke naam van de soort is voor het eerst geldig gepubliceerd in 1881 door Allan Octavian Hume die de vogel vernoemde naar zijn vrouw Mrs. Hume (Mary Ann Grindall Hume).

## Kenmerken
De haan is 90 tot 92 cm lang, de hen 60 tot 61 cm. De haan is donker kastanjebruin met een donkerpaarse kop. Ook de ondervleugeldekveren zijn donkerpaars. Op de vleugel en de schouder zitten witte strepen. De staart is grijs-donkerbruin gebandeerd. De hen is doffer van kleur, met een kortere staart die aan het eind wit is.

## Voorkomen
De soort komt voor van het noordoosten van India tot het noorden van Thailand en telt 2 ondersoorten:
- S. h. humiae: noordoostelijk India en noordelijk Myanmar.
- S. h. burmanicus: van noordoostelijk Myanmar tot noordelijk Thailand.

Het leefgebied bestaat uit halfopen terrein met subtropisch bos afgewisseld met struikgewas gelegen in rotsig, droog gebied.

## Status
De grootte van de populatie werd in 2022 door BirdLife International geschat op 2,5 tot 10 duizend individuen en de populatie-aantallen nemen af door jacht en stroperij met strikken en habitatverlies. Het leefgebied wordt aangetast door ontbossing door afbrenden van bos dat wordt omgezet in gebied voor agrarisch gebruik. Om deze redenen staat deze soort als kwetsbaar op de Rode Lijst van de IUCN.
Er gelden beperkingen voor de handel in deze fazant, want de soort staat in de Bijlage I van het CITES-verdrag.